# Walter Schuster
Walter Schuster (n. 2 iunie 1929, Lermoos⁠(d), Tirol, Austria – d. 13 ianuarie 2018, Lermoos⁠(d), Tirol, Austria) a fost un schior alpin ce a reprezentat Austria, medaliat olimpic. A participat la o ediție a Jocurilor Olimpice (1956) în care a câștigat o medalie de bronz.

## Participări
Lista de mai jos prezintă principalele competiții la care a participat Walter Schuster de-a lungul carierei.
- alpine skiing at the 1956 Winter Olympics – men's giant slalom[*]